# 2022 v loďstvech
Tento článek obsahuje významné události v oblasti loďstev v roce 2022.

## Události

### Leden
6. ledna
- Americké námořnictvo provedlo prověrku bezpečnosti svých ponorek navazující na zjištění z roku 2021 o desetiletí trvajícím falšování výsledků pevnostních zkoušek oceli pro stavbu jaderných ponorek. Zároveň odmítlo sdělit, které ponorky byly z problematické oceli postaveny a jaká byla na jejich ochranu využita opatření. Pracovnice slévárny Bradken Inc. v Tacomě Elaine Marie Thomas byla v listopadu 2021 uznána vinnou, že v letech 1985–2017 zfalšovala informace o celkem 240 šaržích. Problematická je tak plná polovina veškeré oceli, kterou tato slévárna v uvedeném období dodala na stavbu amerických válečných lodí. Jejím odběratelem byly loděnice General Dynamics Electric Boat a Newport News Shipbuilding.[1]

21. ledna
- Ruské námořnictvo oznámilo plán na provedení série námořních cvičení v lednu a únoru 2022. Cvičení mají proběhnout ve Středomoří, v Severním a Ochotském moři, v severním Atlantiku i v Pacifiku. Účastnit se jich má 140 válečných lodí, 10 000 vojáků a 60 letadel. Množství plavidel severního, baltského a tichomořského loďstva se má následně přesunout do Černého moře a tam se připojit k plavidlům Černomořského loďstva.[2]

22. ledna
- Velitel německého námořnictva viceadmirál Kay-Achim Schönbach odstoupil poté, co v projevu na Institutu pro obranné studie a analýzy Manohara Parrikara v Indii veřejně prohlásil, že Ukrajina už nikdy nezíská Krym zpátky a že Vladimir Putin si zaslouží respekt. Jeho prohlášení vyvolalo protesty ukrajinské diplomacie.[3]

24. ledna
- V době ukrajinské krize ruské námořnictvo oznámilo své plány uskutečnit od 3. do 8. února 2022 námořní cvičení ve výlučné ekonomické zóně Irska, pouhých 240 kilometrů od jeho břehů a naopak velmi daleko od svých základen nebo obvyklých oblastí ruských cvičení.[4]

### Únor
11. února
- Ruské námořnictvo provádí v Černém moři rozsáhlé cvičení. Údajně jde o cvičení obrany poloostrova Krym a Krasnodarského regionu. Do regionu jsou přesouvány válečné lodě i z dalších ruských loďstev.[5]

15. února
- Bývalá pracovnice slévárny Bradken Inc. v Tacomě Elaine Marie Thomas byla, za falšování výsledků pevnostních zkoušek oceli pro stavbu jaderných ponorek, odsouzena ke 2,5 rokům odnětí svobody a pokutě ve výši 50 000 dolarů. V letech 1985–2017 zfalšovala informace o celkem 240 šarží oceli. Problematická je tak plná polovina veškeré oceli, kterou tato slévárna v uvedeném období dodala na stavbu amerických válečných lodí. Jejím odběratelem byly loděnice General Dynamics Electric Boat a Newport News Shipbuilding. Americké námořnictvo na kontroly třiceti ponorek, jejichž konstrukce problematickou ocel obsahuje, vynaložilo téměř 14 milionů dolarů a 50 000 hodin práce.[6]

16. února
- Polské ministerstvo obrany rozhodlo, že výběr možností pro modernizační program Miecznik, v rámci kterého má polské námořnictvo získat tři nové fregaty, byl omezen na dvě varianty: Arrowhead 140 od britské společnosti Babcock (derivát dánské třídy Iver Huitfeldt) a MEKO A-300 PL německého koncernu Thyssenkrupp Marine Systems. Z výběru byly vyřazeny fregaty třídy Álvaro de Bazán od španělské loděnice Navantia.[7]

21. února
- Ruské námořnictvo soustřeďuje jádro svých hladinových sil do východního Středomoří a Černého moře, kde Rusko vytváří nátlak na Ukrajinu. Černomořské loďstvo výrazně posílila plavidla severního, baltského, tichomořského loďstva a Kaspické flotily, včetně šesti velkých výsadkových lodí. Část plavidel, včetně dvou výsadkových lodí Projektu 775, jedné Projektu 1171, korvet a hlídkových lodí, pokračovala do Azovského moře. Tam mohou být využity například k napadení ukrajinského přístavu Mariupol.[8][9]

24. února
- Po několika týdnech popírání nepřátelských úmyslů Rusko skutečně provedlo rozsáhlou invazi na Ukrajinu. V jejím důsledku byla mimo jiné znemožněna námořní doprava v severní části Černého moře a v Azovském moři.[9]

- Ruská invaze na Ukrajinu: Ruské námořnictvo ve východním Středomoří (poblíž Sýrie) shromáždilo šestnáct svých válečných lodí. Součástí svazu jsou raketové křižníky Projektu 1164 (třída Slava) Maršal Ustinov (055) a Varjag (011), dva torpédoborce projektu 1155 (třída Udaloj), dvě fregaty, dvě ponorky třídy Kilo, korveta Projektu 21631 (třída Bujan-M) a další plavidla.[10]

- Norská pobřežní stráž, policisté a celníci zadrželi ruskou jachtu Ragnar. Vlastní ji Vladimir Stržalkovský, bývalý důstojník KGB, politik, oligarcha a přítel ruského prezidenta Putina. Plavidlo je podezříváno z provádění špionáže a poškozování podmořských optických kabelů. Jachta vznikla přestavbou víceúčelového ledoborce.[11]

25. února
- Ruská invaze na Ukrajinu: Dle informací britského ministerstva obrany Ruské námořnictvo pravděpodobně provedlo námořní výsadkovou operaci mezi mesty Melitopol a Mariupol na pobřeží Azovského moře.[12]

- Ruská invaze na Ukrajinu: Poblíž ukrajinského přístavu Oděsa utrpěly poškození dvě civilní plavidla, panamská nákladní loď Namura Queen a moldavská nákladní loď Millenium Spirit. Na pomoc plavidlům vyrazila ukrajinská pobřežní stráž. Dle ukrajinského ministerstva obrany je zasáhly protilodní střely.[13]

28. února
- Ukrajinský mechanik Taras Ostapčuk se na Mallorce pokusil potopit luxusní jachtu Lady Andalucía, na které pracoval. Vlastníkem jachty je totiž Alexandr Michejevov, ředitel ruské státní společnosti Rosoboronexport, která se zabývá především exportem ruských zbraní. Na protest proti ruské invazi na Ukrajinu Ostapčuk otevřel několik ventilů ve strojovně, takže jachta nabrala mnoho vody, zcela se ale nepotopila.[14]

- Ruská invaze na Ukrajinu: Ruské námořnictvo v severozápadním Černém moři zajalo dvě ukrajinské civilní lodě. Nákladní loď Afina byla zajata 22 mil od Hadího ostrova. Druhým plavidlem je nákladní loď Princess Nicole.[15]

- V reakci na ruskou invazi na Ukrajinu se Turecko rozhodlo uzavřít úžiny Bospor a Dardanely pro všechna válečná plavidla. Úžiny jsou jediným námořním přístupem do Černého moře. Ukrajinský velvyslanec v Turecku Vasyl Bodnar o uzavření úžin požádal 24. února 2022.[16]

### Březen
3. března
- Vlajková loď ukrajinského námořnictva, fregata Hetman Sahajdačnyj byla potopena v přístavu Mykolajiv. V době ruské invaze na Ukrajinu fregata prodělávala opravy a pravděpodobně byla potopena, aby nemohla být ukořištěna ruskou armádou v případě dobytí města.[17]

- Ruská invaze na Ukrajinu: Dle vyjádření starosty Oděsy byla hlídková loď ukrajinského námořnictva Sloviansk (P190, ex USCGC Drummond) potopena protilodní střelou vypuštěnou z ruského bojového letounu. Celá posádka zahynula.[18]

- Ruská invaze na Ukrajinu: Poblíž ruskými ozbrojenými silami ohroženého ukrajinského přístavu Oděsa se potopila estonská nákladní loď Helt. Plavidlo údajně najelo na minu nejasného původu. Čtyři námořníci byli pohřešováni.[19]

- V souvislosti s ruskou invazí na Ukrajinu pokračuje zadržování jachet vlastněných sankcionovanými ruskými oligarchy. Německé úřady v Hamburku zabavily 160metrovou megajachtu Dilbar ruského miliardáře Ališera Usmanova v ceně 600 milionů dolarů (13,8 miliard korun). Jachta zrovna procházela opravami v loděnici Blohm + Voss. Francie zadržela jachtu ST. Princess OLGA šéfa Rosněftu Igora Sečina. V té dpobě měla kotvit ve středomořském přístavu La Ciotat.[20]

5. března
- Podmořští archeologové ve Weddellově moři nalezly vrak barketiny Endurance, která byla 21. listopadu 1915 byla rozdrcena ledem při expedici Ernesta Shackletona. Vrak byl nalezen jen čtyři námořní míle (7,5 km) jižně od poslední známé pozice Endurance. Nachází v hloubce 3008 metrů a je ve výborném stavu.

- Italské úřady v severoitalskm přístavu Imperia zabavily jachtu Lady M v hodnotě přibližně 613 milionů korun, vlastněnou ruským oligarchou Alexejem Mordašovovem. Jde o součást sankcí Evropské unie proti Rusku za invazi na Ukrajinu.[21]

12. března
- Italské úřady zabavily v Terstu superjachtu A v hodnotě 13 miliard korun, vlastněnou rusko-běloruským miliardářem Andrejem Melničenkem. Jde o součást sankcí Evropské unie proti Rusku za invazi na Ukrajinu.[22]

14. března
- Rusko pokračuje v námořní blokádě Ukrajiny, na kterou 24. února 2021 provedlo rozsáhlou vojenskou invazi. Válečné lodě ruského námořnictva navíc provádějí raketové útoky na ukrajinské cíle. Námořní obchod je přitom velmi významnou složkou ukrajinské ekonomiky.[23]

24. března
- Ruská invaze na Ukrajinu: Ukrajinským ozbrojeným silám se podařilo potopit velkou ruskou výsadkovou loď Projektu 1171 (třída Aligator), kotvící u mola v okupovaném přístavu Berďansk. Přesné okolnosti nejsou známy, odhadován je zásah balistickou raketou OTR-21 Točka. Výsadková loď se potopila po prudkém požáru provázeném silnými výbuchy. V bezprostřední blízkosti kotvící dvě výsadkové lodě Projektu 775 (třída Ropucha) přístav urychleně opustily, přičemž minimálně jedna hořela.[24]

- Ruská invaze na Ukrajinu: V reakci na ruské výhrůžky použitím jaderných zbraní francouzské námořnictvo vyslalo na moře tři ze čtyř svých raketonosných ponorek třídy Le Triomphant. Takový krok učinilo poprvé za poslední tři dekády. Obvykle na moři patroluje pouze jedna tato ponorka. K ní se právě přidaly dvě další.[25]

### Duben
14. dubna
- Ruská invaze na Ukrajinu: Ukrajina nárokuje zasažení ruského raketového křižníku Moskva dvojicí protilodních střel Neptun. Ruské prameny potvrdily těžké poškození a evakuaci plavidla kvůli „vybuchující munici“, aniž by uvedly příčinu.[26] Druhý den bylo potvrzeno potopení křižníku. Ruské Černomořské loďstvo tak ztratilo svou vlajkovou loď a zároveň nejcennější jednotku.

### Červen
17. června
- Ruská invaze na Ukrajinu: Ukrajina nárokuje potopení ruského záchranného remorkéru Projektu 22870 Vasilij Bech (SB-739), plujícího se zásobami na Hadí ostrov. Plavidlo údajně zasáhly dvě střely Harpoon.[27]

19. června
- Námořnictvo Korejské republiky povolí službu žen na palubě nejnovějších konvenčních ponorek třídy Dosan Ahn Chang-ho. Ponorky představovaly poslední jihokorejská plavidla s výhradně mužskými posádkami.[28]

20. června
- Ruská invaze na Ukrajinu: Ukrajinské ozbrojené síly zasáhly řízenými střelami vrtné plošiny pro těžbu plynu ruské společnosti Černomornaftogaz v Černém moři. Skupina tří vrtných plošin (Modu Crimea 1, Tavrida a jedna další) se nachází 100 kilometrů od pobřeží Oděské oblasti a 150 kilometrů od Krymského poloostrova. Ukrajinskou námořní těžební infrastrukturu, včetně těchto věží, roku 2014 obsadilo Rusko.[29][30]

### Červenec
14. července
- Dle údajů organizace International Maritime Bureau (IMB) byla v první polovině roku 2022 úroveň námořního pirátství nejnižší za posledních 28let. Celkem šlo o 58 incidentů.[31]

26. července–29. července
- Tchaj-wan ve vodách Tchajwanského průlivu uskutečnil velké námořní cvičení Chan-kuang 2022. Zapojilo se do něj dvacet plavidel námořnictva a pobřežní stráže. Torpédoborce, fregaty, korvety, ponorky, raketové čluny, minolovky a kutry. Letectvo Čínské lidové osvobozenecké armády vyslalo bojové letouny F-16V, Mirage 2000, F-CK-1 Ching-kuo a hlídkové letouny P-3 Orion.[31]

### Srpen
2. srpna
- V Pacifiku probíhá mezinárodní námořní cvičení RIMPAC 2022. Kromě USA se do cvičení zapojily například námořnictva Chile, Japonska, Jižní Koreje, Mexika, Peru či Singapuru. Americké námořnictvo do cvičení vyslalo robotické lodě Sea Hunter, Seahawk a dvě Ghost Fleet Overlord nedávno zformované „robotické“ divize USVDIV-1 (Unmanned Surface Vessel Division 1) pacifické flotily, která je součástí experimentální jednotky SURFDEVRON (Surface Development Squadron One). Při cvičných střelbách byla potopena vyřazená fregata USS Rodney M. Davis (FFG-60) a výsadková loď USS Denver (LPD-9).[32]

4. srpna
- Námořnictvo Čínské lidové osvobozenecké armády zahájilo rozsáhlé námořní a letecké cvičení v oblastech obklopujících Tchaj-wan. Oblasti vymezené pro cvičení jsou roztroušeny po celém obvodu ostrova, nejblíže 8,5 km od jeho pobřeží. Účastní se jej i obě čínské letadlové lodě. Čínská armáda rovněž do pobřežních vod Tchaj-wanu vyslala několik balistických raket. Manévry jsou reakcí na návštěvu předsedkyně Sněmovny reprezentantů USA Nancy Pelosi dne 2. srpna 2022.[33][34]

29. srpna
- Plavidlo Íránských revolučních gard Šahíd Bázíár se v Perském zálivu pokusilo odvléct v mezinárodních vodách operující americký hladinový bezposádkový prostředek typu Saildrone Explorer. Na událost zareagovala hlídková loď USS Thunderbolt (PC 12) a vrtulník MH-60S ze základny v Bahrajnu. Íránské plavidlo proto po čtyřech hodinách přerušilo vlečení Saildrone Exploreru.

### Září
1. září
- Americké námořnictvo v Rudém moři pronásledovalo íránskou fregatu Džamárán (76), která se pokusila získat dva v mezinárodních vodách operující americké hladinové bezposádkové prostředky typu Saildrone Explorer. Oba prostředky byly mimo jiné vytaženy na palubu íránské fregaty. Na událost zareagovaly torpédoborce USS Nitze (DDG 94) a USS Delbert D. Black (DDG 119). Bezpilotní plavidla byla vrácena 2. září 2022, po osmnácti hodinách.

8. září
- Ruská invaze na Ukrajinu: Dne 8. září 2022 byla minolovka rumunského námořnictva Locotenent Dimitrie Nicolescu (DM-29) poškozena výbuchem miny, kterou se pokusila zlikvidovat na základě hlášení plavidla Falcon. Událost se stala v Černém moři, 46 kilometrů severovýchodně od přístavu Constanța. Výbuch poškodil záď nad čárou ponoru. Minolovka se do přístavu vrátila v doprovodu remorkérů Grozavul a Viteazu. Nikdo nebyl zraněn.

26. září
- Poblíž dánského ostrova Bornholm došlo k několika k několika podmořským výbuchům, které na třech místech poškodily ruské plynovody Nord Stream 1 a 2. Událost znamená vážný mezinárodní incident, pravděpodobně spojený s Ruskou invazí na Ukrajinu. K sabotáži se nikdo nepřihlásil, podezříváno je z ní Rusko.[35]

26. září
- Švédská pobřežní stráž objevila čtvrté místo úniku z podmořského plynovodu Nord Stream. Oblast kontroluje švédská oceánská hlídková loď Amfitrite (KBV 003).[35]

### Říjen
2. října
- Na vodu byla spuštěna korveta Hetman Ivan Mazepa třídy Ada, stavěná v Turecku pro Ukrajinské námořnictvo.[36]

3. října
- Kvůli nedávným útokům na podmořský plynovod Nord Stream se Norsko rozhodlo posílit ochranu své kritické infrastruktury pro těžbu a zpracování ropy a plynu. Do akce bylo mobilizováno námořnictvo, vzdušné síly, týmy kybernetické obrany i čtyři tisíce příslušníků domácí stráže.[37]

- V reakci na nedávný útok na podmořský plynovod Nord Stream britský ministr obrany oznámil plán na získání dvou víceúčelových plavidel Multi-Role Ocean Surveillance Ship (MROSS), které by posílily ochranu podmořské těžařské infrastruktury. Jako první má být roku 2022 zakoupeno již existující plavidlo, které by bylo do služby zařazeno roku 2023. Druhé plavidlo bude pro tento účel speciálně navrženo a postaveno britskými loděnicemi.[38]

### Listopad
29. listopadu
- Výletní loď Viking Polaris (4059 dwt; IMO 9863209), plující pod norskou vlajkou, se poblíž mysu Horn střetla s rogue wave. Vlna rozbila několik oken a střepy zabily jednu dvaašedesátiletou turistku. Další čtyři cestující byli lehce zraněni.[39]

### Prosinec
16. prosince
- Jihokorejský koncern Hanwha Group získal 49,3% kontrolní podíl v jedné z největších jihokorejských loděnic Daewoo Shipbuilding & Marine Engineering (DSME). Předtím měla v DSME největší podíl Korejská rozvojová banka. Obchod ještě musí být odsouhlasen regulačními orgány několika států.[40]

18. prosince
- Thajská korveta třídy Ratanakosin Sukhothai (442) se potopila v bouři v Thajském zálivu. Potápět se začala ve 23:30 místního času. Evakuovat se podařilo 78 členů posádky, avšak dalších 31 je pohřešováno.[41][42]

## Lodě vstoupivší do služby
- 2. ledna –  Kuang-si (32) – vrtulníková výsadková loď typu 075

- 3. ledna –  CG61 (ex Jayasagara  (P601)) – oceánská hlídková loď třídy Jayasagara

- 10. ledna –  Joy Bangla (PC208) – hlídkové člun třídy Sobuj Bangla

- 11. ledna –  Tatsakhs Swthrhs (LS-930) – hlídková loď třídy Marinos Zampatis

- 14. ledna –  FMLB-1 a FMLB-2 – minonosky třídy FMLB-1

- 14. ledna –  dr. Wahidin Sudirohusodo (991) – nemocniční a pomocná výsadková loď třídy Makassar

- 14. ledna –  Golok (688) – hlídková loď třídy Klewang

- 14. ledna –  TCG Ufuk (A-591) – cvičná, testovací a zpravodajská loď

- 25. ledna –  Sibir – jaderný ledoborec Projektu 22220

- 28. ledna –  KD Rencong (114) – hlídková loď třídy Keris

- 29. ledna –  SCGS Saya de Malha (ex Papato a Txori Lau) – pomocná loď

- 29. ledna –  Musherib (Q61) – oceánská hlídková loď třídy Musherib

- 3. února –  LS-1071 – nemocniční člun typu Norsafe Munin S1200 Extended Cabin

- 5. února –  USS Savannah (LCS-28) – littoral combat ship třídy Independence

- 11. února –  LS-1070 – nemocniční člun typu Norsafe Munin S1200 Extended Cabin

- 22. února –  Jen-an (106) – torpédoborec typu 055

- 23. února –  USCGC John Scheuerman (WPC-1146) – kutr třídy Sentinel

- 25. února –  Al Shamal (QTS-92) – cvičná loď třídy Al Doha

- 25. února –  Volta (P40), Densu (P41), Pra (P42) a Ankobra (P43) – víceúčelové hlídkové lodě třídy River

- 9. března –  Taigei (SS-513) – ponorka třídy Taigei

- 9. března –  KRI Teluk Palu (523) – tanková výsadková loď třídy Teluk Bintuni

- 11. března –  Jeanne Barret (PM43) (ex Aquarius-G) – hlídkový člun

- 12. března –  Wu-si (104) – torpédoborec typu 055

- 16. března –  ICGS Saksham (22) – oceánská hlídková loď třídy Samarth

- 18. března –  Paolo Thaon di Revel (P430) – oceánská hlídková loď třídy Thaon di Revel

- 22. března –  Kumano (FFM-2) – fregata třídy Mogami

- 23. března –  Cape Otway (314) – hlídková loď třídy Cape

- 30. března –  RBNS Al Ghurairiyah (ex USS Typhoon (PC-5)), RBNS Sakhir, RBNS Al Farooq, RBNS Jenan a RBNS Damsah – hlídkové lodě třídy Cyclone

- 31. března –  PNS Haibat (1028) – raketový člun třídy Azmat

- 31. března –  Al Jubail (828) – korveta třídy Al Jubail

- 8. dubna –  Čchi-ťin (CG 605) – hlídková loď třídy An-pching

- 20. dubna –  Maroni (P692) – hlídkový člun třídy Maroni

- 21. dubna –  USCGC Clarence Sutphin Jr. (WPC-1147) – kutr třídy Sentinel

- 22. dubna –  Sin-ču (CG 5002) - oceánská hlídková loď třídy Ťia-i

- 25. dubna –  Oyapock (P693) – hlídkový člun třídy Maroni

- 28. dubna –  Mogami (FFM-1) – fregata třídy Mogami

- 28. dubna –  Damsah (F102) – korveta třídy Doha

- 4. května –  Häuri 53 (203) – hlídkový člun třídy Häuri 51

- 4. května –  HMS Cutlass  (P295) – hlídková člun třídy Cutlass

- 6. května –  BRP Teresa Magbanua  (MRRV-9701) – oceánská hlídková loď třídy Teresa Magbanua

- 10. května –  Häuri 55 (205) – hlídkový člun třídy Häuri 51

- 11. května –  Francis Agwi (P403) – hlídkový člun třídy Guardian

- 11. května –  Apurbo Bangla (PC207) – hlídkové člun třídy Sobuj Bangla

- 11. května –  USCGC Pablo Valent (WPC-1148) – kutr třídy Sentinel

- 14. května –  USS Frank E. Petersen Jr. (DDG-121) – torpédoborec třídy Arleigh Burke

- 21. května –  USS USS Minneapolis-St. Paul (LCS-21) – littoral combat ship třídy Freedom

- 28. května –  USS Oregon (SSN-793) – ponorka třídy Virginia

- 1. června –  Aber Ildut (P694) – hlídkový člun třídy Maroni

- 2. června –  ARA Contralmirante Cordero (P-54) – oceánská hlídková loď třídy Bouchard

- 3. června –  Suffren (S635) – jaderná útočná ponorka třídy Suffren

- 9. června –  Te Kukupa II – hlídková loď třídy Guardian

- 10. června –  Cape Gloucester (L21) –  vyloďovacích člun

- 12. června -  BRP Melchora Aquino  (MRRV-9702) – oceánská hlídková loď třídy Teresa Magbanua

- 15. června –  King Sekhukhune I (P1571) – hlídková loď třídy Warrior

- 23. června –  PNS Taimur (262) – fregata typu 054A/P

- 23. června –  Abeille Normandie (ex SIEM Garnet) – oceánského remorkéru/záchranné loď třídy Abeille Normandie

- 25. června –  USS Montana (SSN-794) – ponorka třídy Virginia

- 27. června –  Gyptis (PM42) – oceánská hlídková loď

- 1. července –  Abeille Méditerranée (ex SIEM Diamond) – oceánského remorkéru/záchranné loď třídy Abeille Normandie

- 6. července –  Fuwairit (QL-80) – výsadková loď třídy Ç-151

- 6. července –  Broog (QL-40) a Ishat (QL-41) – výsadková čluny třídy Broog

- 6. července –  Al-Aaleya (QL-15) – výsadková člun třídy Al-Aaleya

- 7. července –  Sheraouh (Q62) – oceánská hlídková loď třídy Musherib

- 8. července –  K-329 Belgorod – speciálního určení ponorka Projektu 09852

- 9. července –  C’-jang (522) – fregata typu 054A

- 11. července –  Chaj-sün 06 – oceánská hlídková loď

- 13. července –  Rheinland-Pfalz (F225) – fregata třídy Baden-Württemberg

- 13. července –  CCGS John Cabot – výzkumné loď třídy Sir John Franklin

- 14. července –  HMS Dagger (P296) – hlídková člun třídy Cutlass

- 26. července –  Al Diriyah (830) – korveta třídy Al Jubail

- 26. července –  USNS John Lewis (T-AO-205) – zásobovací tanker třídy John Lewis

- 30. července –  Sergej Kotov – hlídková loď projektu 22160

- 30. července –  USS Fort Lauderdale (LPD-28) – výsadková loď třídy San Antonio

- srpen –  Cape Peron (315) – hlídková loď třídy Cape

- 8. srpna –  KRI Teluk Calang (524) – tanková výsadková loď třídy Teluk Bintuni

- 10. srpna –  Li-šuej (157) – torpédoborec typu 052D

- 16. srpna –  Häuri 57 (207) – hlídkový člun třídy Häuri 56

- 25. srpna –  CCGS Jean Goodwill (ex Balder Viking) – ledoborec třídy Captain Molly Kool

- 29. srpna –  Häuri 56 (206) – hlídkový člun třídy Häuri 56

- 29. srpna –  CCGS Capt. Jacques Cartier – výzkumné loď třídy Sir John Franklin

- 30. srpna –  El-Kasseh 3 (503) – minolovka třídy El-Kasseh

- 31. srpna –  KRI Dorang (874) a KRI Bawal (875) – hlídková čluny třídy Dorang (PC-60)

- 31. srpna –  HMS Anson (S123) – ponorka třídy Astute

- 1. září –  Riachuelo (S40) – ponorka třídy Scorpène

- 2. září –  INS Vikrant (R11) – letadlová loď třídy Vikrant

- 5. září –  Šahíd Sulejmání (FS313-01) – korveta třídy Šahíd Sulejmání

- 5. září –  Šahíd Rúhj (P313-11) – raketový člun třídy Šahíd Rúhj

- 20. září –  Čitose (PM-59) – hlídková loď třídy Katori

- 22. září –  Al Ismailia (986) – korveta třídy El Fateh

- 22. září –  Osum (P04) – hlídková loď Damen Stan Patrol 6009

- 27. září –  An-chuej (33) – vrtulníková výsadková loď typu 075

- 28. září –  USCGC Douglas Denman (WPC-1149) – kutr třídy Sentinel

- 29. září –  Vlachakos (P 79) – korveta třídy Roussen

- 30. září –  PPK-831 – arktická hlídková loď projektu 22120

- 6. října –  Pa-li (CG 606) – hlídková loď třídy An-pching

- 19. října –  Saroma (PS-21) – hlídková loď třídy Bizan

- 20. října –  Hongsong (MSH-576) – minolovka třídy Jangjang

- 22. října –  Francesco Morosini (P431) – oceánská hlídková loď třídy Thaon di Revel

- 25. října –  084 – hlídková člun Couach 2200 FPB

- 28. října –  FSS Tosiwo Nakayama (P901) – hlídková loď třídy Guardian

- 28. října –  HMCS Margaret Brooke (AOPV 431) – arktická oceánská hlídková loď třídy Harry DeWolf

- 2. listopadu –  Al-Aziz (904) – fregata třídy Al-Aziz

- 10. listopadu –  USCGC William Chadwick (WPC-1150) – kutr třídy Sentinel

- 16. listopadu –  Čang-chua (CG 1001) – hlídková loď třídy Čang-chua

- 16. listopadu–  Pjotr Iljičjov (543) – minolovka projektu 12700

- 16. listopadu –  B-588 Ufa – ponorka projektu 636.3

- 22. listopadu –  SLNS Vijayabahu (P627) (ex USCGC Douglas Munro (WHEC-724)) - kutr třídy Hamilton

- 22. listopadu –  Soči – hlídková loď projektu 10410B

- 22. listopadu –  Ural – jaderný ledoborec Projektu 22220

- 24. listopadu –  Contre-Amiral Fadika (P2201) (ex La Tapageuse (P691)) – hlídková loď třídy P400

- 24. listopadu –  Anatolij Kňazev – výzkumná loď projektu 19920

- 28. listopadu –  BRP Nestor Acero (PG-901) a BRP Lolinato To-ong (PG-902) – hlídkové čluny třídy Acero

- 28. listopadu –  ORP Albatros (602) – minolovka třídy Kormoran 2

- 2. prosince –  Maracanã (P72) – hlídková loď třídy Macaé

- 4. prosince –  Ḥaʼil (832) – korveta třídy Al Jubail

- 13. prosince –  A. Visalli (CP 422) – hlídková loď třídy Angeli del Mare

- 15. prosince –  Noširo (FFM-3) – fregata třídy Mogami

- 16. prosince –  CTCIM Cristian Rangel Hernández (NF-619) – hlídková loď třídy Senen Araujo

- 16. prosince –  Simón Bolívar (151) – oceánografická loď

- 18. prosince –  INS Mormugao (D67) – torpédoborec třídy Visakhapatnam

- 21. prosince –  Kirišima (PS-22) – hlídková loď třídy Bizan

- 22. prosince –  Al Khor (F103) – korveta třídy Doha

- 24. prosince –  P313 – hlídková loď třídy FAC-G

- 24. prosince –  1721 a 1722 – výsadkové čluny třídy 1721

- 24. prosince –  P413 – hlídková loď třídy PGM-39

- 29. prosince –  Anatolij Šlemov (651) – minolovka projektu 12700

- 29. prosince –  Grad – korveta projektu 21631

- 29. prosince –  K-553 Generalissimus Suvorov – raketonosná ponorka Projektu 955A / třídy Borej-A